# Platycheirus punctulata
Platycheirus punctulata är en tvåvingeart som först beskrevs av Wulp 1888.  Platycheirus punctulata ingår i släktet fotblomflugor, och familjen blomflugor. Inga underarter finns listade i Catalogue of Life.